# Open Charge Point Protocol
El Open Charge Point Protocol (OCPP), que se podría traducir como protocolo abierto de punto de carga, es un protocolo de aplicación para la comunicación entre las estaciones de carga de vehículos eléctricos y un sistema central de gestión, también conocido como red de estaciones de carga, similar al sistema que conforman los teléfonos móviles y las redes de teléfonos móviles.
El protocolo es una iniciativa de la fundación E-Laad en los Países Bajos. Su objetivo es crear un protocolo de aplicación abierto el cual permita a las estaciones de carga de vehículos eléctricos y los sistemas centrales de gestión de distintos fabricantes comunicar unos con otros. Ya en 2013 se encontraba en uso por un gran número de implantadores de estaciones de carga y de sistemas centrales en todo el mundo.

## Beneficios de OCPP
Los propietarios de estaciones son menos vulnerables a proveedores de sistemas individuales (si un fabricante de estaciones de carga deja de existir, por ejemplo, el dueño de la estación puede cambiar a otra red, si todos están basados en OCPP). 